# ابن فهد الحلي
جَمَالُ الدِّينِ أَبُو العِبَاسِ أَحْمَدُ بْنُ شَمْسِ الدِّينِ مُحَمَّدُ بْنُ فَهْدِ الأَسَدِيِّ الحِلِّيِّ (757 - 841 هـ)، المشهور باسم ابنُ فَهْدٍ الحِلِّيُّ. كان أحد علماء الدين للشيعة الإثني عشرية. ولد في مدينة الحلة بالعراق سنة 756 هـ. وهاجر إلى مدينة كربلاء، وكان يدرس في حوزة كربلاء آن ذاك عدد كبير من طلاب العلوم الدينية من البلدان المختلفة، كإيران والهند ودول آسيا الوسطى.

## حياته
ولد أَحْمَدُ بْنُ مُحَمَّدُ بْنُ فَهْدِ الأَسَدِيِّ الحِلِّيِّ  في 757 هـ ولا يعلم مكان ولادته بدقة، وكل ما يعرف أنه أقام مدة في الحلة. درس في المدرسة الزينبيّة، كما قضى ردحاً من حياته في كربلاء، درس الفقه والحديث على جملة من تلامذة الشهيد الأول أمثال الفاضل مقداد السيوري.

## أساتذته
- الفاضل مقداد السيوري.
- علي بن خازن الفقيه الحائري.
- بهاء الدين علي بن عبد الكريم النيلي النجفي.
- ابن المتوج البحراني.
- جمال الدين السيد ابن الأعرج العميدي الحسيني.

وهؤلاء كانوا من أجلاء تلامذة الشهيد الأول.

## تلامذته
- الصوفي نوربخش الخراساني.
- علي بن هلال الجزائري.
- السيد محمد بن فلاح المشعشعي.[2]

## مؤلفات
ألِّف عدداً من المؤلفات ومنها:
| - عدة الداعي ونجاح الساعي - آداب الداعي - استخراج الحوادث - أسرار الصلوات - تاريخ الأئمة - التحرير في الفقه - التحصين في صفات العارفين من العزلة والخمول بالأسانيد المتلقاة عن آل الرسول |  | - ترجمة الصلاة - تعيين ساعات الليل وتشخيصها بمنازل القمر - مصباح المبتدي وهداية المهتدي - المتقصر في شرح إرشاد الأذهان - الموجز الهادي - المهذب البارع والموجز الحاوي |

## وفاته
توفي ابن فهد الحلي سنة 841 هـ في مدينة كربلاء، ودفن فيها. ويقع قبره في شارع قبلة الإمام الحسين ويعد اليوم مزاراً يقصده الشيعة، وقد قام مكتب المرجع الديني صادق الحسيني الشيرازي في كربلاء بتعمير مرقده وبناء مدرسة دينية بالقرب منه.